# Soldatenfriedhof Niersenberg (Kamp-Lintfort)

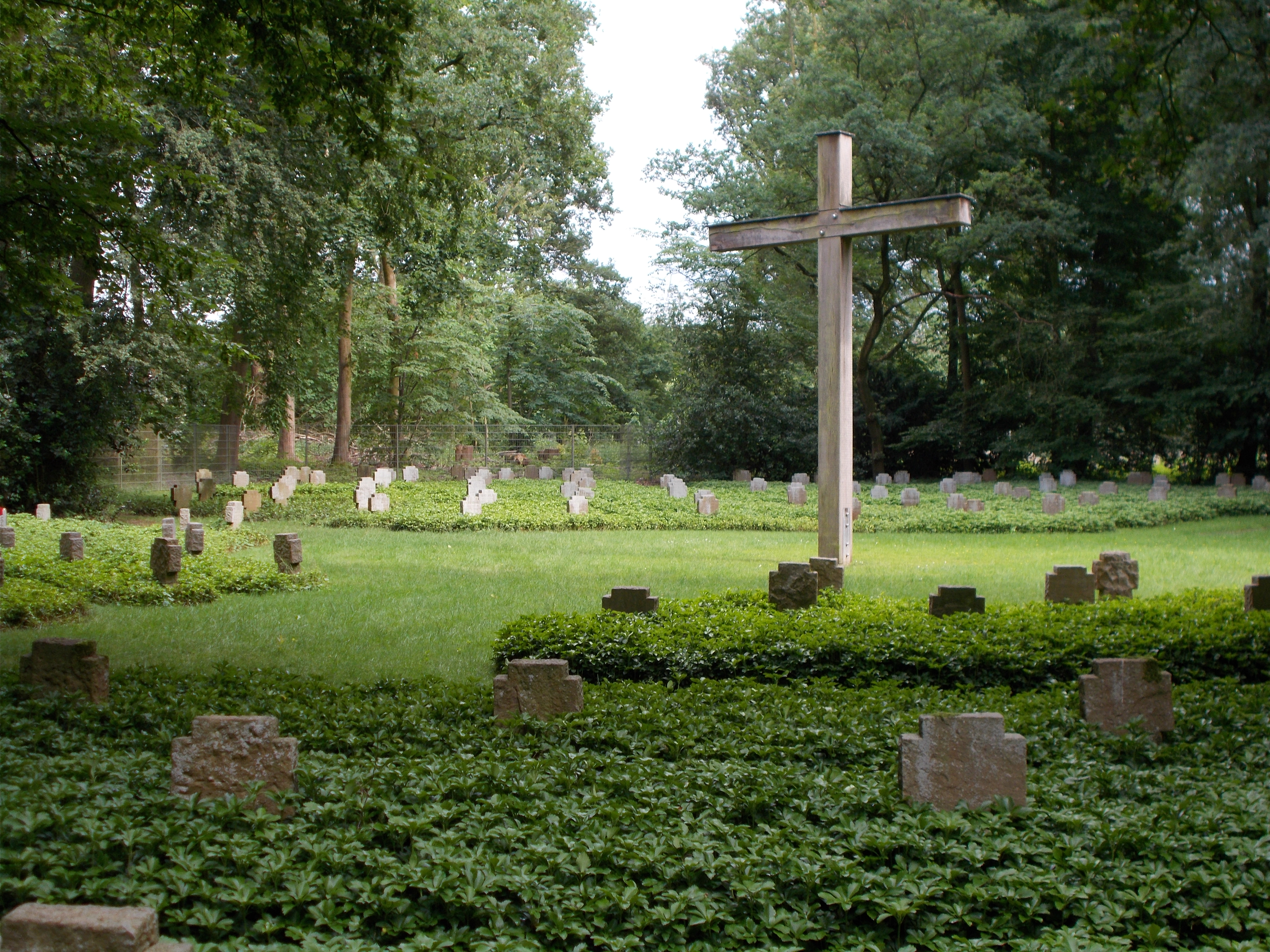
Soldatenfriedhof Niersenberg

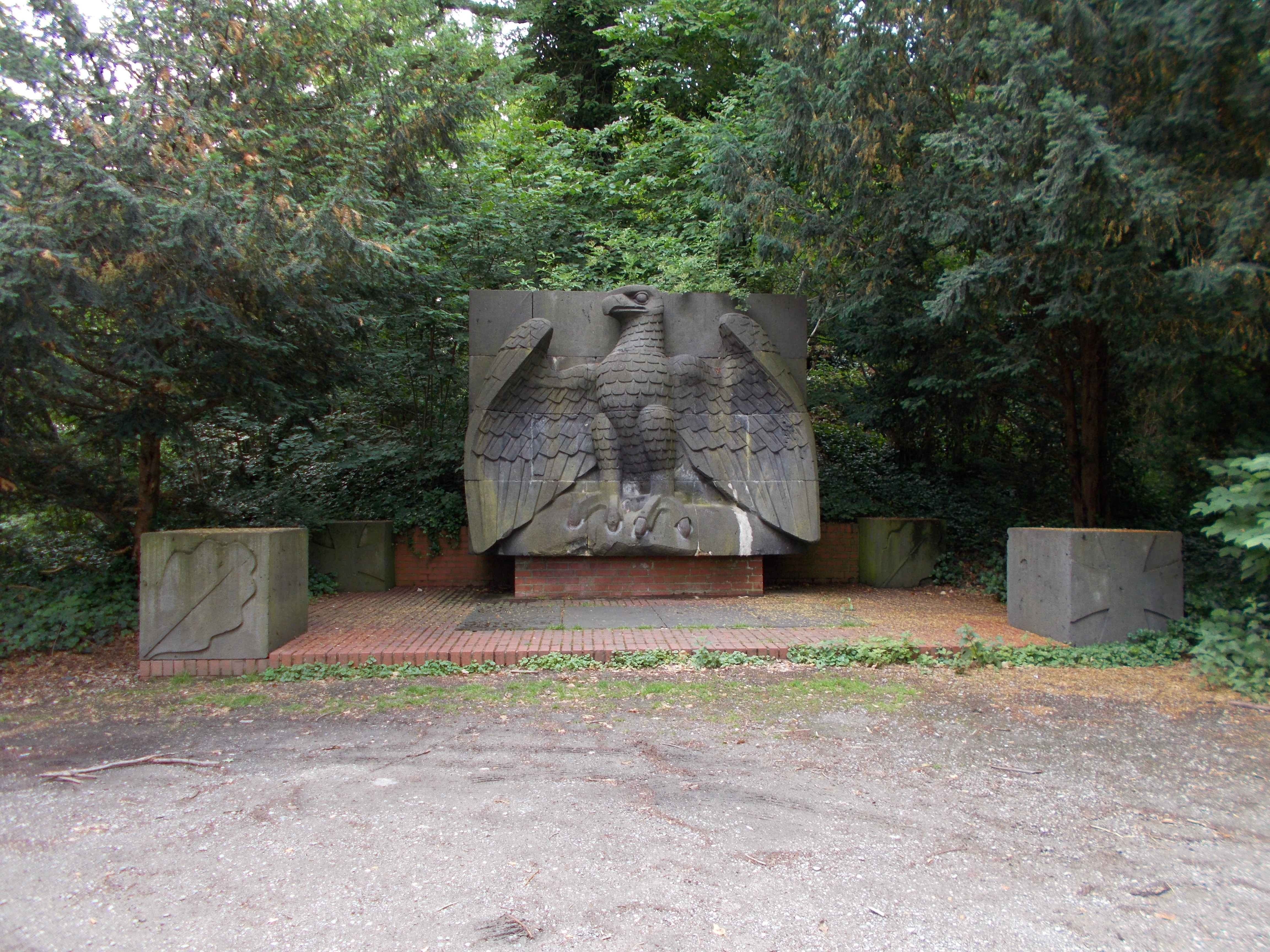
Ehrenmal vor dem Friedhof

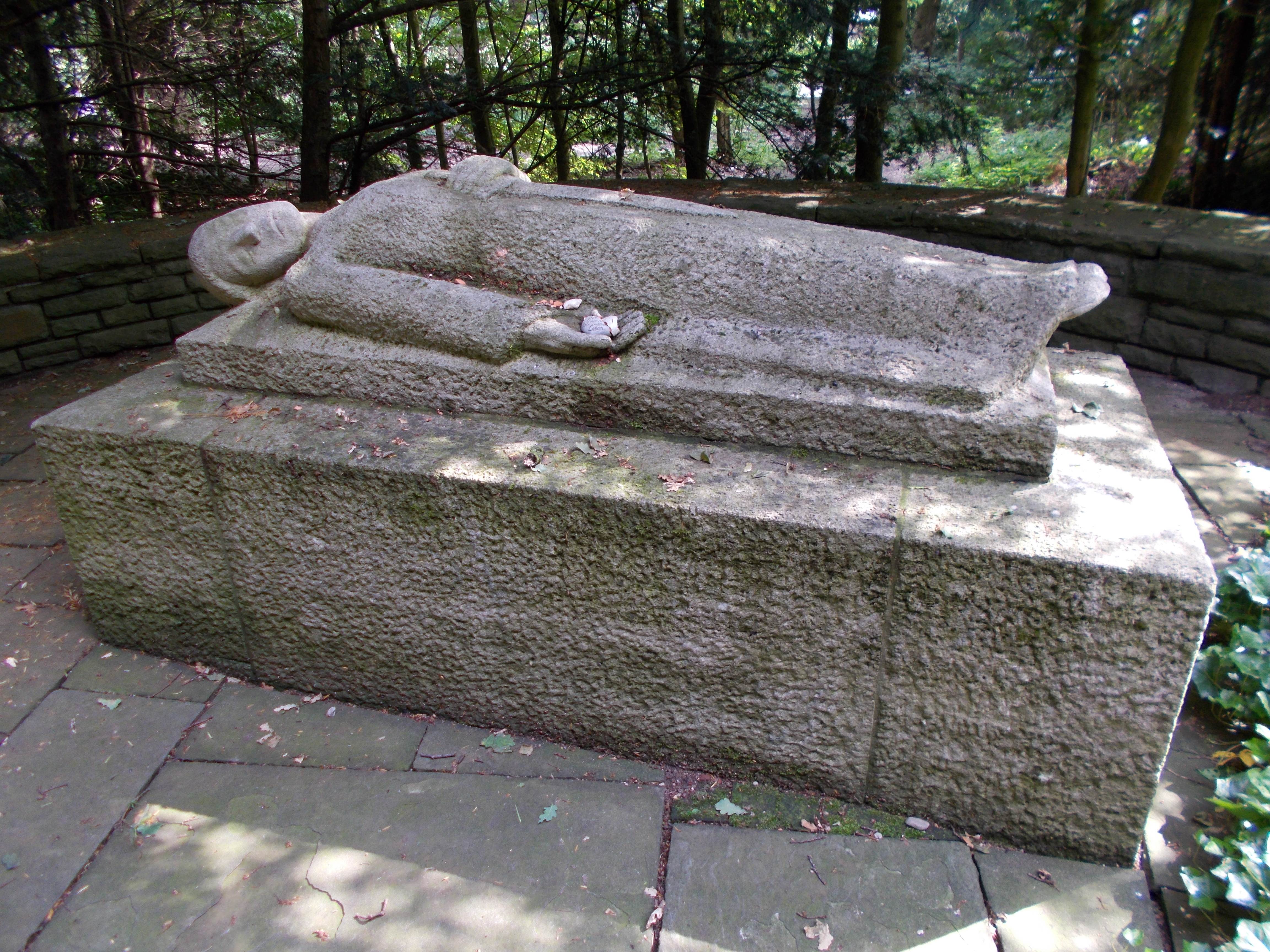
Mahnmal für die Toten der Kriege

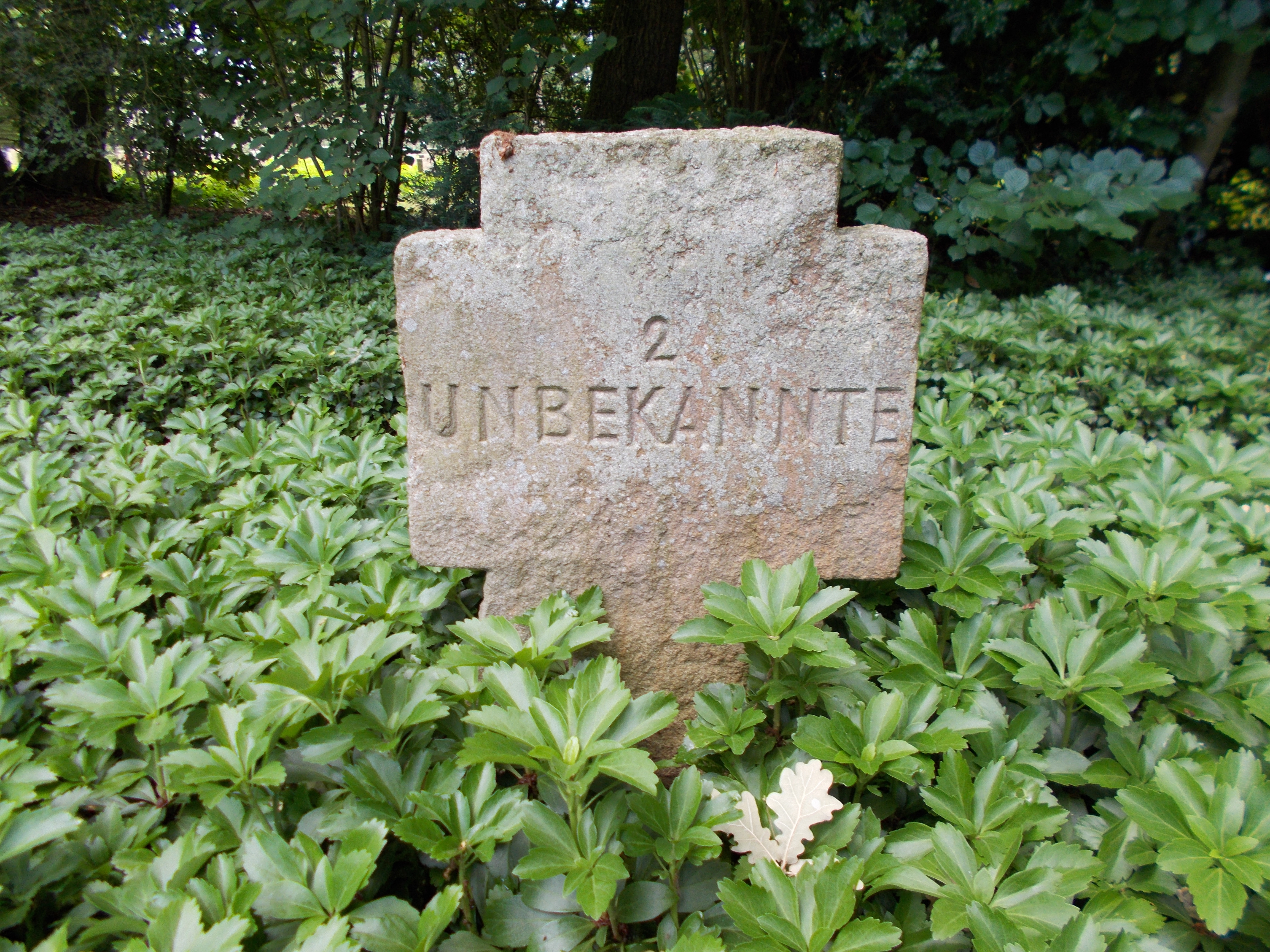
Grabstein für zwei unbekannte Soldaten

Der Soldatenfriedhof Niersenberg in Kamp-Lintfort gehört zu den weniger bekannten Kriegsgräberstätten am Niederrhein. Er liegt etwas versteckt an einem bewaldeten Hügel in der Nähe der B 510, unweit des Klosters Kamp, an der Niersenberger Straße. Als Gegenstück zum Soldatenfriedhof der Alliierten, dem Englischen Soldatenfriedhof (Rheinberg War Cemetery), wird er oftmals einfach nur Deutscher Soldatenfriedhof genannt.

## Ort
Der etwa sieben Hektar große Ehrenfriedhof wurde am 16. Mai 1954 eingeweiht. Auf ihm ruhen 1756 anerkannte Kriegstote, zum Großteil Soldaten der ehemaligen deutschen Wehrmacht und Zivilisten, die in den letzten Tagen des Zweiten Weltkrieges durch Bombenangriffe der Alliierten ihr Leben verloren, darunter fünfzig Frauen und vierzig Kinder. Des Weiteren befinden sich hier sieben Gräber von Kriegsgefallenen aus dem Ersten Weltkrieg. Die Toten in den Reihengräbern sind einzeln gebettet. Zwei Verstorbene teilen sich jedoch ein Steinkreuz. Um das große Holzkreuz sind die Gräber kreisförmig angeordnet.
Zwei steinerne Ehrenmale zum Gedenken der Opfer gibt es an der Gräberstätte. Vor dem Friedhof wacht ein Adler auf einen Ziegelsteinpodest. Zu dessen Klauen vier Steinwürfel mit Eichenlaub- und Ritterkreuz-Reliefs und vier in den Boden eingelassene Steintafeln. Eine davon ist beschriftet. Inschrift auf der Bodenplatte: „Was wir geschaffen, wir schufens für dich. Was je wir geopfert, war Opfer für dich Deutschland“. Ursprünglich stand das Denkmal am Rathaus.
Im Eingangsbereich, direkt hinter dem Friedhofstor, liegt ein aufgebahrter Krieger mit Schwert im Leichenhemd. Auf dem Steinsockel steht: Unseren Toten aus den Weltkriegen. 1914–1918, 1939–1945 und den Kriegen 1866 + 1870–1871.
Der Friedhof wird durch den städtischen Servicebetrieb ASK und der Ortsgruppe des Volksbundes Deutsche Kriegsgräberfürsorge gepflegt. Unterstützung erhalten sie durch die Sankt-Michael-Schützenbruderschaft Saalhoff, Mitgliedern der Reservisten der Kreisgruppe Rhein-Ruhr und der Jugendfeuerwehr.
Jedes Jahr zum Volkstrauertag findet rund um das große Holzkreuz eine Gedenkfeier mit Kranzniederlegung statt.

## Geschichte
Die Bombenabwürfe der Alliierten am Niederrhein und die Einnahme forderten zahlreiche Opfer. Allein in Kamp-Lintfort barg der amerikanische Gräberdienst 600 deutsche Tote aus den Trümmern. Sie wurden auf einen angrenzenden Acker am Kommunalfriedhof an der Rheinberger Straße beigesetzt. Hier bestattete man auch die verstorbenen Kriegsgefangenen aus dem Rheinberger Lager.
Mit dem Wiederaufbau und dem daraus folgenden „Wirtschaftswunder“ der Nachkriegszeit beanspruchte die sich ausbreitende Industrie und der Bergbau den Platz der Begräbnisstätte. So musste ein neuer Ort für die Kriegstoten gefunden werden. 1951 erwarb die Stadt den Niersenberg und errichtete dort einen Ehrenfriedhof. Er wurde am 16. Mai 1954 eingeweiht.
Hier fanden nun sowohl die Kriegstoten aus Kamp-Lintfort sowie der umliegenden Gemeinden im damaligen nördlichen Landkreis Moers ihre dauerhafte Ruhestätte. Insgesamt wurden 1.756 Verstorbene aus 29 provisorischen Begräbnisplätzen und Gemeindefriedhöfen übergeführt. Manche von ihnen waren auch einfach nur am Straßenrand oder in Gärten vergraben. Diese lagen in Alpen, Birten, Bönninghardt, Borth, Budberg, Büderich, Ginderich, Kamp-Lintfort, Labbecker Wald, Marienbaum, Menzelen, Orsoy, Ossenberg, Veen, Vynen, Wallach und Wardt.

## Kriegsgräber
Die 1756 anerkannten Kriegsgräber auf dem Deutschen Soldatenfriedhof teilen sich wie folgt auf:
Erster Weltkrieg
- 6 Deutsche
- 1 Russe

Zweiter Weltkrieg
- 1443 Deutsche
- 203 Unbekannte
- 93 Kriegssterbefälle
- 110 Bombenopfer